# 笘篠ひとみ
笘篠 ひとみ（とましの ひとみ、1992年6月6日 - ）は、日本の女優。元宝塚歌劇団花組の娘役。
東京都清瀬市、都立井草高等学校出身。身長161cm。愛称は「とま」、「ひぃ」、「ヒナノ」。宝塚歌劇団時代の芸名は姫歌 ひな乃（ひめか ひなの）。
所属事務所はオーチャード。

## 来歴
2011年、宝塚音楽学校入学。音楽学校卒業時にはタップダンス部門で優秀賞を受賞。
2013年、宝塚歌劇団に99期生として入団。入団時の成績は14番。雪組公演「ベルサイユのばら」で姫歌ひな乃として初舞台。
2014年、組まわりを経て花組に配属。
2015年12月27日、「新源氏物語／Melodia」東京公演千秋楽をもって、宝塚歌劇団を退団。入団3年目での早期退団となった。
退団後は本名の笘篠ひとみへと改名して芸能活動を再開。
2022年に自身のSNSで結婚したことを報告した。
2025年3月2日、女児出産を報告した。

## 人物
宝塚入団前には子役としてミュージカルへの出演経験がある。
父は元プロ野球選手の笘篠誠治、母は元松竹歌劇団の瞳はるか、弟は俳優の笘篠和馬。叔父は元プロ野球選手の笘篠賢治であり、義理の叔母は元タレントの松本典子である。

## 宝塚歌劇団時代の主な舞台

### 初舞台
- 2013年4 - 5月、雪組『ベルサイユのばら-フェルゼン編-』（宝塚大劇場のみ）

### 組まわり
- 2013年7 - 10月、月組『ルパン-ARSÈNE LUPIN-』『Fantastic Energy!』

### 花組時代
- 2014年6 - 7月、『ノクターン-遠い夏の日の記憶-』（バウホール） - ニーナ
- 2014年8 - 11月、『エリザベート-愛と死の輪舞（ロンド）-』 - 新人公演：女官
- 2015年1月、『Ernest in Love』（東京国際フォーラム） - メイド／農民
- 2015年3 - 6月、『カリスタの海に抱かれて』『宝塚幻想曲（タカラヅカ ファンタジア）』
- 2015年7 - 8月、『ベルサイユのばら-フェルゼンとマリー・アントワネット編-』『宝塚幻想曲（タカラヅカ ファンタジア）』（梅田芸術劇場・台北国家戯劇院）[5]
- 2015年10 - 12月、『新源氏物語』 - 童、新人公演：中将の君（本役：華雅りりか）『Melodia-熱く美しき旋律-』 退団公演[5]

### 出演イベント
- 2014年12月、『タカラヅカスペシャル2014-Thank you for 100 years-』[注釈 1]

## 宝塚歌劇団退団後の主な活動

### 舞台
- 2016年10月、『私はスター』（SPACE 雑遊） - 五十嵐華[9]
- 2017年3 - 4月、『花・虞美人』（赤坂ACTシアター・愛知県芸術劇場・森ノ宮ピロティホール）
- 2021年1 - 2月、『ポーの一族』（梅田芸術劇場・東京国際フォーラム・御園座）[10]